# Marek Barański (profesor)
Marek Janusz Barański (ur. 1953) – polski politolog i polityk, dr hab., profesor nadzwyczajny Instytutu Nauk Politycznych i Dziennikarstwa Wydziału Nauk Społecznych Uniwersytetu Śląskiego.

## Życiorys
W 1977 ukończył studia w zakresie dziennikarstwa i komunikacji społecznej na Uniwersytecie Śląskim w Katowicach. Obronił pracę doktorską, następnie uzyskał stopień doktora habilitowanego. 2 kwietnia 2015 nadano mu tytuł profesora w zakresie nauk społecznych. Został zatrudniony na stanowisku profesora w Wyższej Szkole Planowania Strategicznego w Dąbrowie Górniczej, w Instytucie Turystyki i Rekreacji Państwowej Wyższej Szkole Zawodowej im. ks. Bronisława Markiewicza w Jarosławiu oraz w Katedrze Prawa i Administracji na Wydziale Zarządzania i Inżynierii Produkcji Politechniki Opolskiej.
Był rektorem Wyższej Szkoły Planowania Strategicznego w Dąbrowie Górniczej. Piastował funkcję profesora nadzwyczajnego w Instytucie Nauk Politycznych i Dziennikarstwa na Wydziale Nauk Społecznych Uniwersytetu Śląskiego.
W wyborach parlamentarnych w 1997 bez powodzenia ubiegał się o mandat poselski z listy Unii Pracy w okręgu sosnowieckim. Został członkiem Sojuszu Lewicy Demokratycznej, z jego ramienia trzykrotnie kandydował do Senatu w okręgu nr 31: w wyborach uzupełniających w 2004 zajął drugie miejsce, w 2005 – trzecie, a w 2007 – czwarte.